# Palhers
Palhers ist eine französische Gemeinde mit 192 Einwohnern (Stand: 1. Januar 2022) im Département Lozère in der Region Okzitanien (vor 2016: Languedoc-Roussillon). Sie gehört zum Kanton Bourgs sur Colagne. Die Einwohner werden Palhersois genannt.

## Geografie
Palhers liegt im Gévaudan. Umgeben wird Palhers von den Nachbargemeinden Montrodat im Norden, Grèzes im Osten, Chanac im Süden und Südosten, Les Salelles im Süden und Südwesten, Saint-Bonnet-de-Chirac im Westen und Südwesten, Bourgs sur Colagne im Westen sowie Marvejols im Nordwesten.

## Bevölkerungsentwicklung
| Jahr                       | 1962 | 1968 | 1975 | 1982 | 1990 | 1999 | 2006 | 2018 |
| -------------------------- | ---- | ---- | ---- | ---- | ---- | ---- | ---- | ---- |
| Einwohner                  | 99   | 96   | 96   | 176  | 205  | 172  | 196  | 180  |
| Quellen: Cassini und INSEE |      |      |      |      |      |      |      |      |

## Sehenswürdigkeiten
- Komtur des Tempelritterordens aus dem 12. Jahrhundert, heutige Kirche

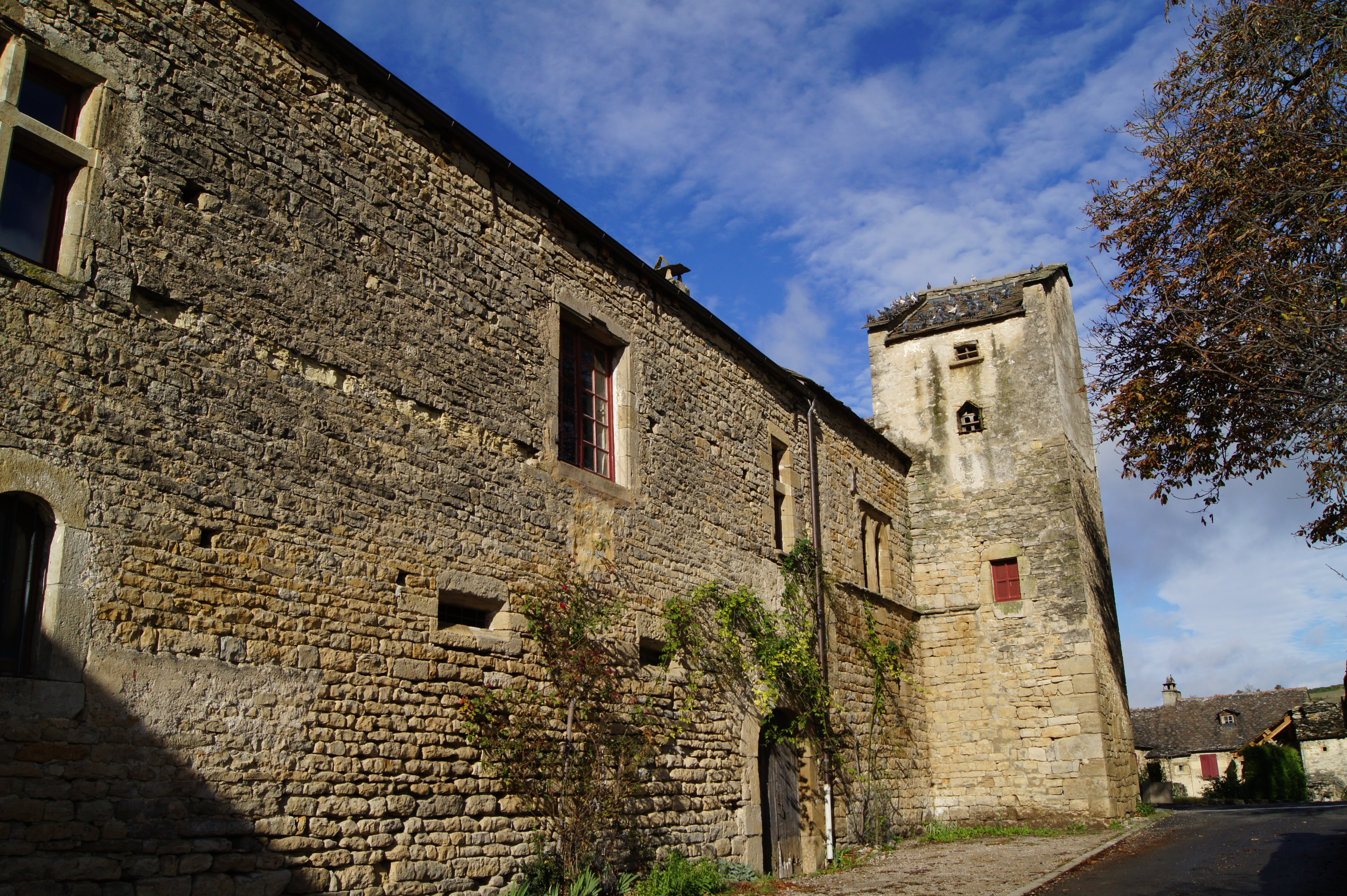
Komtur des Tempelritterordens